# Calamity Mine
Calamity Mine in Walibi Belgium (Wavre, Wallonische Region, Belgien) ist eine Minenachterbahn vom Modell Mine Train des Herstellers Vekoma, die am 16. Juli 1992 als Colorado eröffnet wurde.
Die 785 m lange Strecke vom Schienensystem MK-900 M erreicht eine Höhe von 14 m und besitzt einen 12 m hohen ersten Lifthill sowie einen weiteren 14 m hohen Lifthill. Die Höchstgeschwindigkeit beträgt 48,4 km/h.

## Züge
Calamity Mine besitzt drei Züge mit jeweils fünf Wagen. In jedem Wagen können sechs Personen (drei Reihen à zwei Personen) Platz nehmen, mit der Ausnahme des ersten Wagens, in dem es nur eine Sitzreihe für zwei Personen gibt.

## Weitere Standorte
Das Modell Calamity Mine wurde auch an weitere Freizeitparks geliefert:
| Achterbahn                    | Betreiber                      | Land                | Eröffnungsjahr | Schließungsjahr | Quellen |
| ----------------------------- | ------------------------------ | ------------------- | -------------- | --------------- | ------- |
| Dragon in Snowfield           | Happy Valley (Chengdu)         | Volksrepublik China | 2009           |                 |         |
| Jungle Racing                 | Happy Valley (Peking)          | Volksrepublik China | 2006           |                 |         |
| Lost Valley                   | Vinpearl Land (Hội An)         | Vietnam             | 2018           |                 |         |
| Mine Adventure                | Vinpearl Land (Nha Trang)      | Vietnam             | 2016           |                 |         |
| Mine Coaster                  | Happy Valley (Shenzhen)        | Volksrepublik China | 2002           | 2022            |         |
| Tren Minero Diamond Devil Run | Fantasilandia Ratanga Junction | Chile Südafrika     | 2015 1998      | 2014            |         |

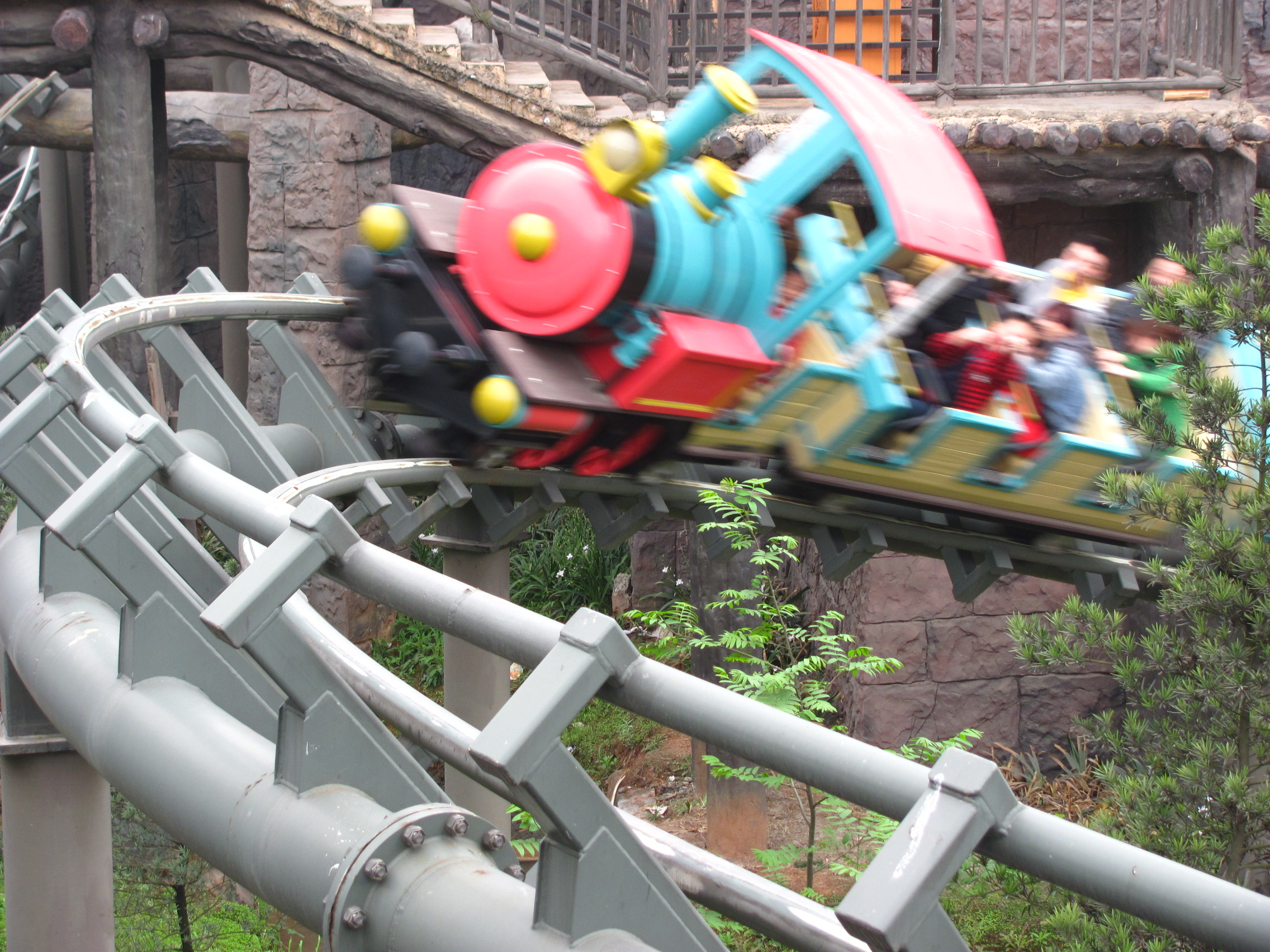
Dragon in Snowfield in Happy Valley (Chengdu)